# Kaa
Kaa is een figuur uit Het jungleboek van Rudyard Kipling.
Hij is een oude tijgerpython en wordt gevreesd door alle apen. Kaa is een van Mowgli's beste vrienden. Tezamen met Bagheera de panter en Baloe de beer moet hij Mowgli redden van het Apenvolk (de Bandar-log).
Kaa kan de andere dieren (behalve Mowgli) hypnotiseren door figuren met zijn lichaam te beschrijven.

## Disneyfilms

### Animatiefilms
In de Disneyversie van Het jungleboek speelt Kaa een heel andere rol. Hij is juist een vijand die Mowgli wil opeten. Kaa krijgt hierbij concurrentie van de tijger Shere Khan.
De Amerikaanse stem van Kaa in Jungle Boek uit 1967 werd ingesproken door Sterling Holloway, waarna Hal Smith de stem van hem overnam voor een kleine tekenfilm. Sinds 1996 is Jim Cummings de officiële stem van Kaa.
In het Nederlands wordt Kaas stem sinds het begin verzorgd door Arnold Gelderman.

### Liveactionfilm
In de liveaction/CGI-film uit 2016 is Kaa, in tegenstelling tot alle voorgaande boeken en films, een vrouwelijk personage, gespeeld en ingesproken door Scarlett Johansson. De keuze om het geslacht van het reptiel te veranderen kwam voort uit de opvatting van regisseur Jon Favreau dat in de originele film te veel mannelijke personages voorkomen. Daarnaast vond hij dat dit personage als vrouw beter uit de verf zou komen.

## Scouting
Bij scouting in Nederland en Vlaanderen wordt de naam Kaa gebruikt als naam voor de leiding bij het onderdeel welpen.